# تاريخ بيهق
تاريخ بيهق (بالفارسية: تاریخ بیهق) هو كتاب في تاريخ بيهق، كتبه باللغة الفارسية أبو الحسن البيهقي في القرن الثاني عشر.